# Битва при Асперне и Эсслинге
Сражение под Асперном (нем. Schlacht bei Aspern) или Асперн-Эсслингская битва — сражение, в котором Наполеон сделал попытку переправиться через Дунай и остаться незамеченным противником. Но ему это не удалось. Эрцгерцог Карл атаковал переправляющихся солдат наполеоновской армии. Эта битва была первой серьёзной неудачей Наполеона на поле боя (не считая Сирийского похода, осады Сен-Жан д’Акра), однако фактически он не был разбит, а после битвы обе стороны вернулись на исходные позиции.

## Подготовка к сражению
13 мая 1809 г. Наполеон вошёл в Вену. Но продержаться там долго не смог. Буквально через пару дней после захвата Вены австрийцы мобилизовали новые силы и готовились отомстить за свою столицу. Наполеон, зная об этом, решил форсировать Дунай до прихода австрийской армии, тем самым застав противника врасплох. По его плану французские войска должны были до прихода австрийцев построить несколько мостов, переправиться на другой берег Дуная, обосноваться там, затем внезапным фронтальным ударом разбить австрийцев. В ночь с 19 на 20 мая французские солдаты заняли остров Лобау. Саперы французской армии чудом успели перекинуть за одну ночь (с 19 на 20 мая) несколько мостов через Дунай. В полдень 20 мая французская армия начала переправу. К вечеру 20 мая французы сумели переправить на левый берег Дуная 24-30 тыс. человек при 60 орудиях. Эти войска сумели захватить Асперн и Эсслинг. Австрийские войска находились в это время в непосредственной близости возле войск Наполеона. Но Карл, располагавший к тому времени 90 тыс. солдат, не спешил нападать на французов, как того ожидал Наполеон. Развернув около 200 орудий, Карл занял выжидательную позицию.

## Ход сражения

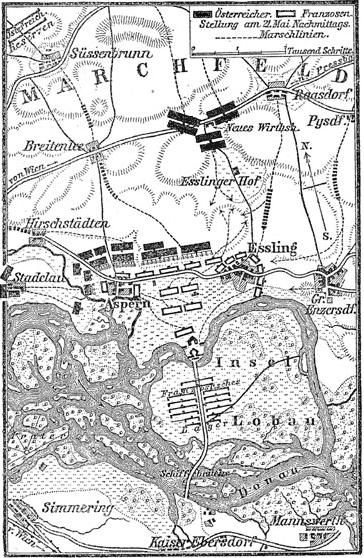
План позиций в день сражения. Французы (белые), Австрийцы (чёрные)

Когда примерно 40-45 тысяч солдат французской армии оказалась на его берегу, эрцгерцог Карл приказал артиллерии открыть огонь по мостам. Некоторые мосты, по которым переправлялись французы, были надломлены и снесены разволновавшимися в это время водами Дуная. Это лишь слегка затруднило переправу оставшихся войск Наполеона. Куда большие проблемы возникли из-за надлома главного моста, разрушенного разливом неспокойного Дуная, что привело к невозможности переправы остальной армии Наполеона с Лобау.
В это время войска Карла в жестокой битве выбили французов с Асперна, но Эсслинг, обороной которого руководил Жан Буде, им захватить пока не удавалось (позднее за проявленную стойкость генерал Буде получит от Наполеона имение и графский титул).
Французы штурмовали несколько раз Асперн, но каждый раз отступали, неся большие потери. Австрийцы, в свою очередь, штурмовали Эсслинг, но также без успеха. Только ночь остановила эту бойню. Австрийцы укрепились в Асперне, французы в Эсслинге.
В течение ночи Наполеон приказал восстановить разрушенный бурной рекой главный мост. Утром 22 мая Наполеон вместе с подкреплениями переправился с острова Лобау на левый берег Дуная и сумел собрать в Эсслинге до 70 тысяч солдат при 114 орудиях. Силы австрийцев к этому времени достигли 105 тысяч солдат с 288 орудиями. С первыми лучами солнца французский император приказал начать штурм Асперна. Это селение переходило из рук в руки 10 раз. 
Под Эсслингом также завязались упорные бои. Наполеон приказал атаковать массированным ударом по центру австрийские войска, расположенные возле Асперна. На эту атаку он возлагал большие надежды. Австрийцы дрогнули, увидев, каким ровным строем идут французы на них, не страшась ни пуль, ни ядер. Но в это время на поле боя появился сам эрцгерцог Карл. Он со знаменем в руках повёл своих солдат в атаку. В это же время в бой вступили резервы австрийской армии — элитные гренадерские батальоны. Французские части попали под плотный ружейный и артиллерийский огонь австрийской армии. Австрийская артиллерия доминировала на поле боя, выпустив 53 000 снарядов по сравнению с 24 300 французскими. 
Маршал Ланн, возглавлявший атаку французов, был смертельно ранен. Французов отбросили назад, однако все последующие атаки австрийцев были отбиты французами. В это время главный мост вновь был разрушен, что почти лишило французов подхода новых подкреплений и регулярного подвоза боеприпасов с Лобау. В этих обстоятельствах Наполеон не видел возможности удержаться на левом берегу. С наступлением темноты, когда атаки австрийцев прекратились, он дал приказ отступать на остров Лобау по оставшимся небольшим мостам. Отступлением войск руководил Массена, и сделал это он довольно умело. Австрийцы не преследовали врага, что позволило некоторым частям французской армии провести ночь на поле боя. Трофеи, доставшиеся австрийцам, были ничтожны. Карл не решился навязывать французам новую битву. Его войска очень устали, у них заканчивались боеприпасы. Он остался стоять на равнине Мархфельд, где расположены Асперн и Эсслинг. Он был рад тому, что «сокрушил» непобедимого Наполеона.

## Результаты

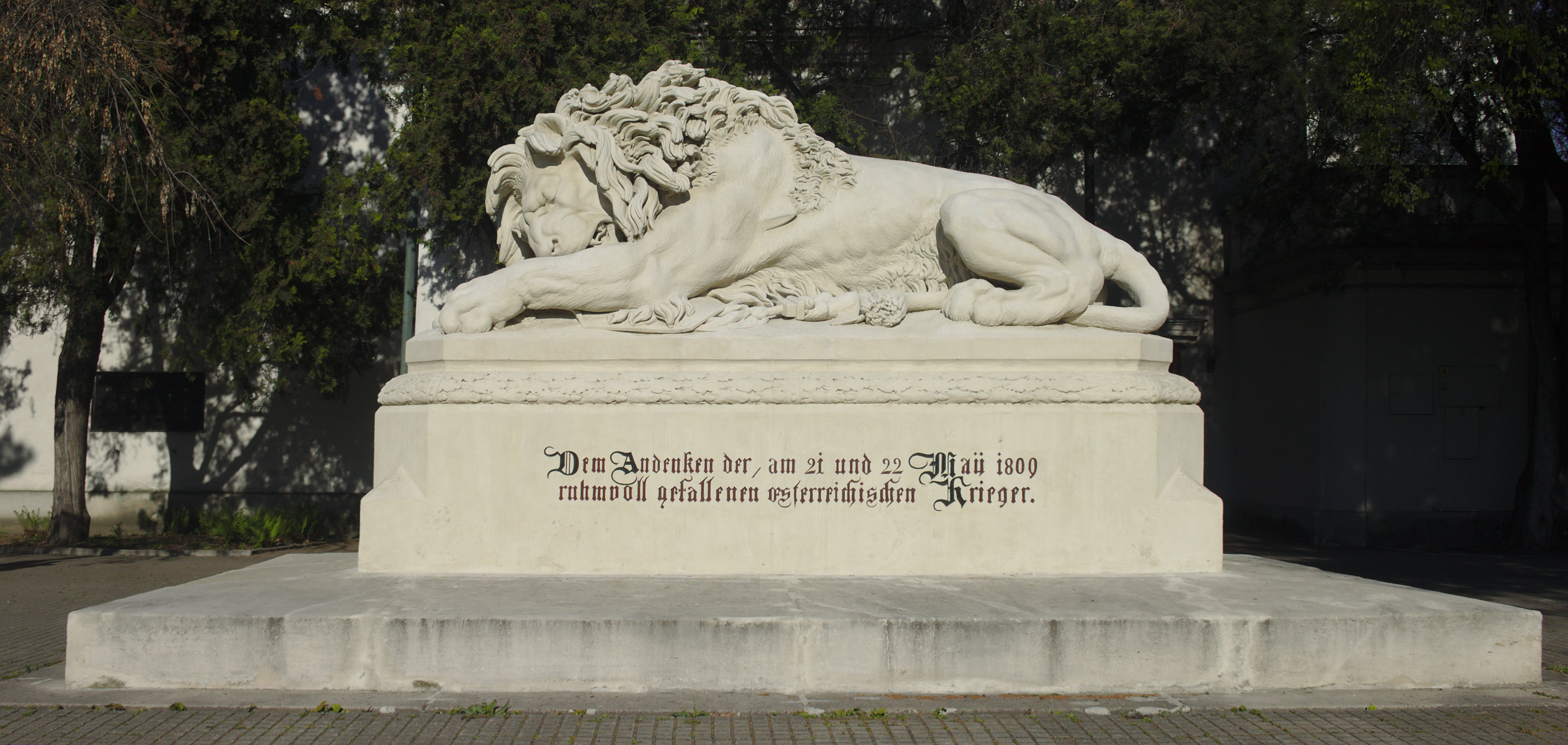
«Аспернский лев»

Наполеон говорил, что он по собственной воле отступил с поля боя. Но правду скрыть не удалось. До Парижа докатилось печальное известие о неудаче Наполеона в битве при Асперн-Эсслинге. Французы потеряли более 20 000 человек.
После этого сражения создалась реальная угроза того, что на стороне австрийцев выступит Пруссия. Сам Наполеон начал разрабатывать новый план форсирования Дуная. Эта битва была первым серьёзным поражением Наполеона на поле боя. Победа продемонстрировала как прогресс, достигнутый австрийской армией после череды катастрофических поражений 1800 и 1805 годов, так и тот факт, что армия Наполеона находилась в упадке и теперь могла быть побеждена в бою. 

## Память
В 1809—1813 годах на горе в Венском лесу сооружен Храм гусаров (строение-памятник), посвященный павшим в битве. В 1858 году на площади перед церковью Святого Мартина в Асперне, оказавшейся в центре сражения, была установлена скульптура работы Антона Доминика Фернкорна «Аспернский лев» — памятник павшим австрийским солдатам.